# Erich Fellgiebel

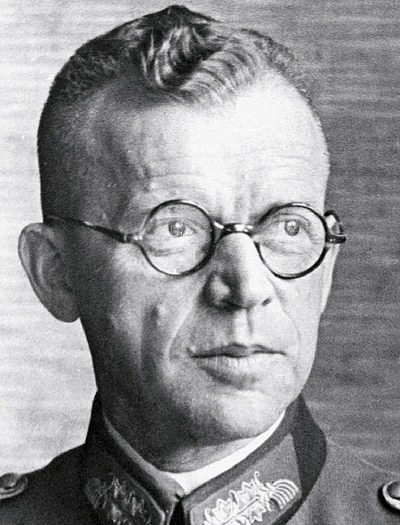
General Erich Fellgiebel

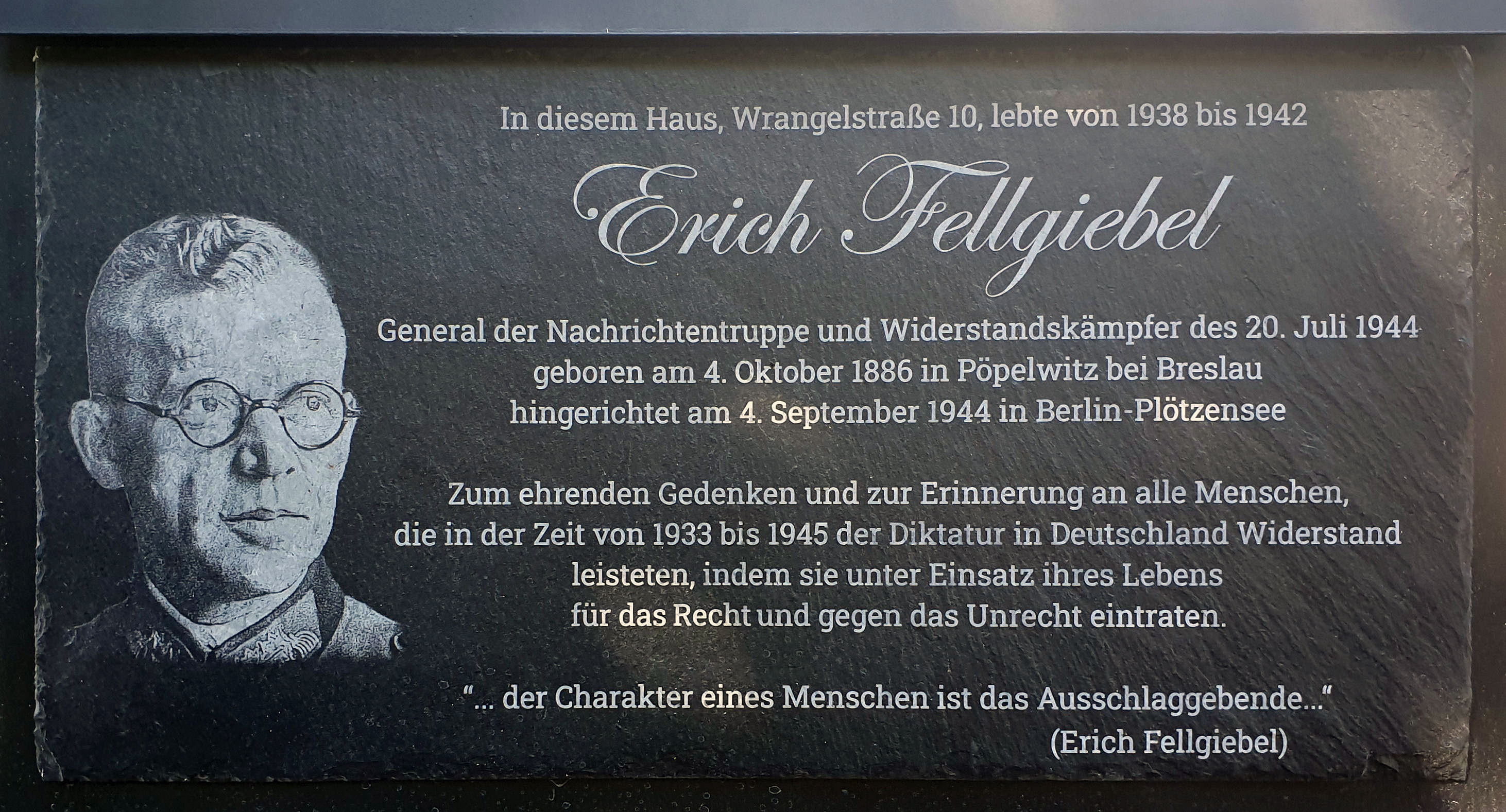
Gedenktafel am Haus, Wrangelstraße 10, in Berlin-Steglitz

Fritz Erich Fellgiebel (* 4. Oktober 1886 in Pöpelwitz bei Breslau; † 4. September 1944 in Berlin-Plötzensee) war ein deutscher General der Nachrichtentruppe und Widerstandskämpfer des 20. Juli 1944.

## Leben
Im September 1905 trat Fellgiebel als Fahnenjunker in das Telegraphen-Bataillon Nr. 2 der preußischen Armee ein und begann damit seine militärische Laufbahn. Während des Ersten Weltkrieges war er im Generalstab tätig.
Nach Kriegsende erfolgt seine Übernahme in die Reichswehr, und Fellgiebel kam als Generalstabsoffizier nach Berlin. Er absolvierte die Stabsoffizierslaufbahn und wurde am 1. April 1928 zum Major ernannt. 1933 erfolgte die Beförderung zum Oberstleutnant, 1934 zum Oberst und 1938 die Ernennung zum Generalmajor.
Im August 1938 wurde er zum Chef des Heeresnachrichtenwesens und zum Chef der Wehrmachtnachrichtenverbindungen im Oberkommando der Wehrmacht ernannt. Die Beförderung zum General der Nachrichtentruppe und Ernennung zum Inspekteur der Nachrichtentruppe erfolgte 1940. Darüber hinaus war er Generalbevollmächtigter für technische Nachrichtenmittel (GBN) und damit verantwortlich für die Beschaffung und den Einsatz von Fernmeldegeräten aller Art. Fellgiebel oblag damit grundsätzlich auch die Verantwortung für Schlüsselgerät und deren Einsatz wie die Enigma, und damit insgesamt für die Funksicherheit.
Durch die Bekanntschaft mit Generaloberst Ludwig Beck, der sein Vorgesetzter war, und dessen Nachfolger Generaloberst Franz Halder kam Fellgiebel mit den militärischen Widerstandskreisen in Kontakt. Fellgiebel war maßgeblich an der Vorbereitung des Unternehmens Walküre beteiligt und versuchte – wie vereinbart – nach der Explosion der Bombe am 20. Juli 1944 um 12:42 Uhr in der Lagebaracke im Sperrkreis 1 a, in der Adolf Hitler eine Besprechung abhielt, das Führerhauptquartier in der Wolfsschanze von allen Nachrichtenverbindungen abzuschneiden. Er gab dazu den Befehl, die Telefonanlage abzuschalten, was aber bereits nach wenigen Minuten widerrufen wurde. Außerdem betraf diese Unterbrechung nicht gesondert vorhandene Nachrichtenverbindungen der SS und eine Ersatzzentrale im Sperrkreis 2. Daher erhielt Propagandaminister Joseph Goebbels bereits gegen 13 Uhr in Berlin Kenntnis vom Attentat, wenngleich noch ohne nähere Angaben. Etwa um die gleiche Zeit hatte Fellgiebel erfahren, dass Hitler noch lebte. In der Absicht, den Putsch abbrechen zu lassen, rief er daraufhin Generalleutnant Fritz Thiele im Bendlerblock an, wo die Verschwörer auf eine Nachricht warteten, und meldete mehrdeutig: „Es ist etwas Furchtbares passiert, der Führer lebt“. Auch der Mitverschwörer Oberst Kurt Hahn bestätigte Thiele in einem weiteren Telefonat aus der Wolfsschanze, dass Hitler das Attentat überlebt hatte. Daraufhin wurden die im Walküre-Plan vorgesehenen Vorgänge zunächst nur teilweise ausgelöst.
Noch am 20. Juli 1944 wurde Fellgiebel in der Wolfsschanze verhaftet. Auch seine Tochter, sein Sohn Walther-Peer und seine Schwiegertochter sowie sein Bruder, Oberstleutnant Hans Fellgiebel, wurden festgenommen. Es folgte eine Anklage gegen Erich Fellgiebel vor dem Volksgerichtshof, wo er von Roland Freisler am 10. August 1944 für schuldig befunden und zum Tode verurteilt wurde. Als Freisler im Prozess ihm sarkastisch den nahen Tod ausmalte, entgegnete Fellgiebel: „Dann beeilen Sie sich mit dem Aufhängen, Herr Präsident, sonst hängen Sie eher als wir.“ Am 4. September 1944 wurde Fellgiebel im Strafgefängnis Berlin-Plötzensee durch Strangulieren hingerichtet.
Sein Sohn Walther-Peer Fellgiebel war Offizier, Manager und Autor.

## Ehrungen
- Die Kaserne der Bundeswehr in Pöcking-Maxhof, Standort des Ausbildungszentrums CIR, erhielt 1960 ihm zu Ehren den Namen „General-Fellgiebel-Kaserne“.
- Einmal im Jahr wird der „General-Fellgiebel-Preis“ für herausragende Leistungen von Einzelpersonen, Institutionen, militärischen Einheiten oder Verbänden der Bundeswehr sowie verbündete Streitkräfte im Bereich der Führungsunterstützung gewürdigt Fernmeldetruppe (Bundeswehr). Des Weiteren wird die "General-Fellgiebel-Medaille" an verdiente Soldaten im Rahmen ihrer Regelausbildung am Ausbildungszentrum CIR in Pöcking verliehen.
- Am 25. April 2025 wurde an seinem ehemaligen Wohnort, Berlin-Steglitz, Wrangelstraße 10, eine Gedenktafel enthüllt.

## Auszeichnungen
- Eisernes Kreuz (1914) II. und I. Klasse[7]
- Bayerischer Militärverdienstorden IV. Klasse mit Schwertern[7]
- Österreichisches Militärverdienstkreuz III. Klasse mit der Kriegsdekoration[7]
- Eiserner Halbmond[7]
- Offizierskreuz des Bulgarischen Militärverdienstorden[7]
- Spange zum Eisernen Kreuz II. und I. Klasse

## Filme
- Fellgiebel wurde 1990 von Vernon Dobtcheff im Film Stauffenberg – Verschwörung gegen Hitler dargestellt.
- Im Fernsehfilm Stauffenberg übernahm Harald Krassnitzer seine Rolle.
- In Bryan Singers Historiendrama Operation Walküre – Das Stauffenberg-Attentat wurde Fellgiebel 2008 vom britischen Schauspieler Eddie Izzard dargestellt.